# Christian Friedrich Müller
Pour les articles homonymes, voir Christian Müller et Müller.
Christian Friedrich Müller (son prénom est parfois orthographié Friderich, Fridrich ou Frederik) est un illustrateur naturaliste et graveur danois, né en 1744 à Copenhague et mort en 1814.
C'est le frère du naturaliste O.F. Müller (1730-1784).